# Hrabstwo Franklin (Nebraska)

Piramida wieku hrabstwa

Franklin – hrabstwo w USA, w stanie Nebraska. Założone w 1867. Według danych z 2000 roku hrabstwo miało 3574 mieszkańców.

## Miasta
- Franklin

## Wioski
- Bloomington
- Campbell
- Hildreth
- Naponee
- Riverton
- Upland